# Solanum arenarium
Solanum arenarium är en potatisväxtart som beskrevs av Otto Sendtner. Solanum arenarium ingår i släktet skattor som ingår i familjen potatisväxter. Inga underarter finns listade i Catalogue of Life.